# کردها در ژاپن
کردها در ژاپن (زبان ژاپنی: 在日クルド人 Zainichi Kurudo-jin, کردی: Kurdên Japonyayê) به معنای کردهای مقیم ژاپن می‌باشد.

## وضعیت
بیشتر کردهای ژاپن از روستاییان جنوب شرقی ترکیه هستند و در وارابی و کاواگوچی در استان سایتاما زندگی می‌کنند به طوری که ژاپنی‌های دوستدار فرهنگ کردها به آن جا وارابیستان می‌گویند. تعدادی از کردها نیز به خاطر شرایط عراق و ترکیه به ژاپن پناهنده شدند اما به دلیل شرایط سختگیرانه ژاپن موفق به پناهندگی نشدند.
از حدود سال ۲۰۰۵ جمعیتی نزدیک به ۱۵۰۰ پناهجوی کُرد از کشور ترکیه به امید رهایی از تعقیب دولت ترکیه و یافتن مکان مناسب‌تری برای زندگی، به ژاپن مهاجرت کرده‌اند، اما قادر به دریافت پناهندگی از دولت این کشور نشده‌اند. این پناهجویان که عمدتاً در شهر کاواگوچی مستقرند، بر اساس قوانین ژاپن حق کار کردن نیز ندارند و زندگی بسیاری از آنان به کمک‌های نهادهای خیریه وابسته شده است. با شیوع کرونا از سال ۲۰۲۰ تعداد زیادی از کردهایی که در مشاغلی مانند ساختمان‌سازی کار پیدا کرده‌بودند، شغل خود را از دست داده و با وضعیت بحرانی روبه‌رو شده‌اند و قادر به تأمین نیازهای خوراکی و دارویی نیز نیستند.در ۱۲ ژوئیهٔ ۲۰۲۲ اعلام شد که دادگاهی در ژاپن برای نخستین بار با تقاضای یکی از پناهجویان کُردی که از سال ۲۰۱۴ در این کشور به سر می‌برده موافقت کرده است و تابعیت ژاپن را به وی اعطا کرده است.
در آوریل ۲۰۲۳ اعلام شد که اصلاحات در قانون مهاجرت کشور ژاپن سبب خواهد شد تا اخراج مهاجران از این کشور امکانپذیر شود و به همین دلیل نزدیک به ۲۰۰۰ شهروند کُرد که سال‌ها در انتظار دریافت تابعیت ژاپنی در این کشور زندگی کرده‌اند در آستانهٔ اخراج قرار بگیرند. شهروندان کُرد برای اعتراض به این قانون وکیل گرفته‌اند و هشدار داده‌اند که در صورت اخراج از طرف کشورهای مبدأ مورد تعقیب قرار خواهند گرفت. در ژوئن ۲۰۲۳ روزنامهٔ ماینیچی از قصد دولت ژاپن برای تحویل دادن نزدیک به ۲۰۰۰ شهروند کُرد به ترکیه خبر داد که برخی از آن‌ها در ژاپن به دنیا آمده‌اند اما پناهندگی یا تابعیت ژاپن به آن‌ها اعطا نشده است. به نوشتهٔ این روزنامه این شهروندان در ترکیه با احتمال محاکمه و حتی مجازات شدید مواجه خواهند بود.
پس از زلزلهٔ ۲۰۲۳ کردستان ترکیه و سوریه گروه بزرگی دیگری از کُردهای ترکیه به ژاپن مهاجرت کردند که خبرگزاری کیودوی ژاپن تعداد آن‌ها را چندصد نفر اعلام کرده است. این افراد نیز همچون کردهایی که پیشتر به ژاپن مهاجرت کرده‌اند موفق به دریافت اقامت این کشور نشده‌اند و امکان اشتغال قانونی نیافته‌اند، اما در راه‌اندازی کسب و کارهایی مانند تأسیس رستوران موفق عمل کرده‌اند. خبرگزاری کیودو به کشیده شدن تقابل مردم کُرد با حکومت ترکیه به ژاپن اشاره کرده است.
در ۲۹ اوت ۲۰۲۴ (۸ شهریور ۱۴۰۳) روزنامهٔ ماینیچی گزارش داد شهردار منطقهٔ کاواگوچی ژاپن که سکونتگاه بیشترین تعداد از مهاجران کرد ژاپن است، پس از تأکید بر لزوم ایجاد سیستمی برای رعایت حداقل حقوق مهاجران کرد و سخنرانی علیه انتشار سخنان تنفرآمیز و تهدیدآمیز علیه کردهای مهاجر در این کشور توسط اکانتی ناشناس در شبکهٔ اجتماعی ایکس به مرگ تهدید شده است. این ماجرا در شرایطی به وقوع پیوست که از چند ماه پیش از آن کمپینی ضد کردی علیه مهاجران کُرد در ژاپن به راه افتاده است. بر اساس تحقیقات رسانه‌های این کشور مانند ماینیچی، آساهی شیمبون و جپان تایمز، منشأ این کمپین و نیز بسیاری از تهدیدها علیه کردهای ژاپن، دولت ترکیه بوده است.